# Cantone di Montbrison
Il Cantone di Montbrison è una divisione amministrativa dell'arrondissement di Montbrison.
A seguito della riforma approvata con decreto del 26 febbraio 2014, che ha avuto attuazione dopo le elezioni dipartimentali del 2015, è passato da 19 a 31 comuni.

## Composizione
I 19 comuni facenti parte prima della riforma del 2014 erano:
- Bard
- Chalain-d'Uzore
- Chalain-le-Comtal
- Champdieu
- Écotay-l'Olme
- Essertines-en-Châtelneuf
- Grézieux-le-Fromental
- L'Hôpital-le-Grand
- Lérigneux
- Lézigneux
- Magneux-Haute-Rive
- Montbrison
- Mornand-en-Forez
- Précieux
- Roche
- Saint-Paul-d'Uzore
- Saint-Thomas-la-Garde
- Savigneux
- Verrières-en-Forez

Dal 2015 i comuni appartenenti al cantone sono i seguenti 31:
- Bard
- Boisset-Saint-Priest
- Chalain-d'Uzore
- Chalain-le-Comtal
- La Chapelle-en-Lafaye
- Chazelles-sur-Lavieu
- Chenereilles
- Écotay-l'Olme
- Grézieux-le-Fromental
- Gumières
- L'Hôpital-le-Grand
- Lavieu
- Lérigneux
- Lézigneux
- Luriecq
- Magneux-Haute-Rive
- Margerie-Chantagret
- Marols
- Montarcher
- Montbrison
- Mornand-en-Forez
- Précieux
- Roche
- Saint-Georges-Haute-Ville
- Saint-Jean-Soleymieux
- Saint-Paul-d'Uzore
- Saint-Romain-le-Puy
- Saint-Thomas-la-Garde
- Savigneux
- Soleymieux
- Verrières-en-Forez